# Khmerer
Khmerer är ett folkslag om mellan 15 och 20 miljoner människor, varav omkring 12,5 miljoner är bosatta i Kambodja, där de utgör 90 % av befolkningen, 1,4 miljoner i Thailand och 1,06 miljoner i Vietnam (främst i Mekongdeltat). Det stora flertalet talar khmer och majoriteten tillhör, åtminstone nominellt, en khmerisk buddhism som uppvisar inslag av hinduism, animism och förfädersdyrkan.